# Alessandra Macinghi
Alessandra Macinghi (* 1407; † 1471) war eine italienische Schriftstellerin. 
Alessandra Macinghi entstammte einer Florentiner Familie. Ihre Eltern verstarben frühzeitig. Sie war mit Matteo Strozzi aus der Familie der Strozzi verheiratet, mit dem sie Filippo Strozzi als Sohn hatte. 
Von ihr als Schriftstellerin sind mehrere Dutzend Briefe überliefert, die 1877 von Cesare Guasti herausgegeben wurden. Diese Briefe schildern das häusliche Leben im Italien des 15. Jahrhunderts, vor allem das Leben der weiblichen Familienmitglieder.

## Ausgaben und Übersetzungen
- Alfred Doren (Übersetzer): Alessandra Macinghi negli Strozzi: Briefe. Diederichs, Jena 1927